# أوشرسليبن
اوكسرزلبن (بده) (بالألمانية: Oschersleben) هي بلدة ألمانية و مدينة تقع في ألمانيا في Börde. يقدر عدد سكانها بـ 19,671 نسمة .